# Abdón Espinosa Valderrama
Abdón Espinosa Valderrama (Bucaramanga, 4 de noviembre de 1921-Bogotá, 20 de octubre de 2018) fue un abogado, economista y periodista colombiano. 
Fue dos veces Ministro de Hacienda y Crédito Público de Colombia en el gobierno de Carlos Lleras Restrepo entre 1966-1970 y 1976-1977 en el gobierno de Alfonso López Michelsen.

## Biografía
En 1936 se radicó en Bogotá a estudiar en el Colegio Mayor del Rosario. Estudió derecho en la Universidad Nacional de Colombia. Realizó sus estudios de ciencias políticas en la Universidad del Rosario. Entre sus cargos como político ocupó secretario de Hacienda de Santander, secretario privado de la Presidencia de la República,  ministro de Hacienda y diplomático. Además fue fundador de la revista Semana, junto con el expresidente Alberto Lleras Camargo.
Entre 1966 y 1970, cuando se desempeñó como ministro de Hacienda ejecutó con la construcción del Aeropuerto Internacional Palonegro y el Viaducto García Cadena de la autopista Bucaramanga-Piedecuesta. Promovió el decreto-ley 444 de 1967, conocido como control de cambios, que le permitiera al país ser modelo en el continente en esta materia, y esas tesis fueron después referente para los estatutos cambiarios que dictaron en muchos países latinoamericanos. Incursionó en el periodismo asumiendo como subdirector del El Tiempo entre 1946 y 1948. Permaneció en el diario como columnista hasta su muerte en 2018. Fue miembro de la Academia Colombiana de Ciencias Económicas desde 1984 hasta su fallecimiento. Murió en Bogotá el 20 de octubre de 2018, después de sufrir un infarto de miocardio.